# 1. Fußball-Club Nürnberg Verein für Leibesübungen 1963-1964
Questa voce raccoglie le informazioni riguardanti il 1. Fußball-Club Nürnberg Verein für Leibesübungen nelle competizioni ufficiali della stagione 1963-1964.

## Stagione
Nella stagione 1963-1964 il Norimberga, allenato da Herbert Widmayer e Jenő Csaknády, concluse il campionato di Bundesliga al 9º posto. In Coppa di Germania il Norimberga fu eliminato al primo turno dal Colonia.

## Rosa
| N. |                     | Ruolo | Calciatore         |
| -- | ------------------- | ----- | ------------------ |
|    | Germania (bandiera) | P     | Adolf Ruff         |
|    | Germania (bandiera) | P     | Gerhard Strick     |
|    | Germania (bandiera) | P     | Roland Wabra       |
|    | Germania (bandiera) | D     | Paul Derbfuß       |
|    | Germania (bandiera) | D     | Reinhold Gettinger |
|    | Germania (bandiera) | D     | Helmut Hilpert     |
|    | Germania (bandiera) | D     | Heinz Kreißel      |
|    | Germania (bandiera) | D     | Horst Leupold      |
|    | Germania (bandiera) | D     | Hermann Marchl     |
|    | Germania (bandiera) | D     | Fritz Popp         |
|    | Germania (bandiera) | D     | Ferdinand Wenauer  |
|    | Germania (bandiera) | C     | Jürgen Billmann    |
|    | Germania (bandiera) | C     | Karl-Heinz Ferschl |

| N. |                     | Ruolo | Calciatore          |
| -- | ------------------- | ----- | ------------------- |
|    | Germania (bandiera) | C     | Stefan Reisch       |
|    | Germania (bandiera) | C     | Tasso Wild          |
|    | Germania (bandiera) | A     | Richard Albrecht    |
|    | Germania (bandiera) | A     | Kurt Dachlauer      |
|    | Germania (bandiera) | A     | Gustav Flachenecker |
|    | Germania (bandiera) | A     | Walter Fladerer     |
|    | Germania (bandiera) | A     | Max Morlock         |
|    | Germania (bandiera) | A     | Heinrich Müller     |
|    | Germania (bandiera) | A     | Günther Rubenbauer  |
|    | Germania (bandiera) | A     | Karl Schmidt        |
|    | Germania (bandiera) | A     | Heinz Strehl        |
|    | Germania (bandiera) | A     | Peter von Kummant   |
|    | Germania (bandiera) | A     | Josef Zenger        |

## Organigramma societario
Area tecnica
- Allenatore: Jenő Csaknády
- Allenatore in seconda:
- Preparatore dei portieri:
- Preparatori atletici:

## Calciomercato

### Sessione estiva
| Acquisti | Acquisti        | Acquisti       | Acquisti |
| R.       | Nome            | da             | Modalità |
| -------- | --------------- | -------------- | -------- |
| A        | Walter Fladerer | TSG Görgsmünd  |          |
| A        | Karl Schmidt    | Greuther Fürth |          |

| Cessioni | Cessioni           | Cessioni         | Cessioni |
| R.       | Nome               | a                | Modalità |
| -------- | ------------------ | ---------------- | -------- |
| C        | Peter Engler       | Losanna          |          |
| A        | Kurt Haseneder     | Schwaben Augusta |          |
| P        | Friedemann Paulick | 1. FC Pforzheim  |          |

## Risultati

### Bundesliga

#### Girone di andata
| Arbitro: | Seekamp |

|                        |           |             |
| Schimmöller 63’ (rig.) | Marcatori | 40’ Morlock |

| Arbitro: | Mathieu |

|                                   |           |  |
| Müller 41’ Morlock 45’ Strehl 74’ | Marcatori |  |

| Arbitro: | Handwerker |

|                             |           |                             |
| Stein 8’ Huberts 82’ (rig.) | Marcatori | 14’, 77’ Müller 46’ Morlock |

| Arbitro: | Schulenburg |

|                              |           |                      |
| Reisch 2’ (rig.) Morlock 54’ | Marcatori | 32’ Lulka 37’ Rummel |

| Arbitro: | Malka |

|                                 |           |                                                   |
| Meng 16’ Krafczyk 20’ Hesse 78’ | Marcatori | 42’ Wild 43’, 63’ Strehl 83’ Müller 90’ Dachlauer |

| Arbitro: | Sparing |

|                       |           |                                |
| Müller 3’ Morlock 45’ | Marcatori | 33’ Madl 55’, 65’, 90’ Geisert |

| Arbitro: | Kreitlein |

|                                            |           |  |
| Brunnenmeier 1’, 27’, 55’ Kohlars 43’, 46’ | Marcatori |  |

| Arbitro: | Ott |

|  |           |                    |
|  | Marcatori | 25’, 64’ Matischak |

| Arbitro: | Thier |

|  |           |                                                    |
|  | Marcatori | 13’ Richter 32’ Prins 36’, 50’ Meier 47’ Schneider |

| Arbitro: | Sturm |

|                                      |           |             |
| Emmerich 26’, 86’ Wenauer 81’ (aut.) | Marcatori | 6’ Albrecht |

| Arbitro: | Handwerker |

|                    |           |  |
| Ferschl 37’ (aut.) | Marcatori |  |

| Arbitro: | Lutz |

|                   |           |                     |
| Albrecht 12’, 32’ | Marcatori | 4’ Sturm 67’ Müller |

| Arbitro: | Fritz |

|                 |           |  |
| Strehl 25’, 64’ | Marcatori |  |

| Arbitro: | Hoffmann |

|                      |           |  |
| Moll 46’, 79’ (rig.) | Marcatori |  |

| Arbitro: | Schörnich |

|                                         |           |                      |
| Strehl 10’ Morlock 67’ Flachenecker 78’ | Marcatori | 35’ Seeler 52’ Kreuz |

#### Girone di ritorno
| Arbitro: | Leidag |

|                             |           |                        |
| Flachenecker 28’ Strehl 39’ | Marcatori | 2’, 21’, 49’ Waclawiak |

| Arbitro: | Treichel |

|                   |           |          |
| Thun 1’ Hänel 67’ | Marcatori | 14’ Wild |

| Arbitro: | Jacobi |

|               |           |  |
| Dachlauer 12’ | Marcatori |  |

| Arbitro: | Sturm |

|  |           |          |
|  | Marcatori | 46’ Wild |

| Arbitro: | Niemeyer |

|                            |           |  |
| Strehl 29’ (rig.) Wild 72’ | Marcatori |  |

| Arbitro: | Leidag |

|          |           |                          |
| Wild 16’ | Marcatori | 24’ Wild 31’, 68’ Strehl |

| Arbitro: | Baumgärtel |

|                         |           |                           |
| Strehl 22’ Billmann 87’ | Marcatori | 32’ Brunnenmeier 60’ Heiß |

| Arbitro: | Mathieu |

|                                      |           |            |
| Matischak 25’, 70’, 87’ Gerhardt 42’ | Marcatori | 38’ Müller |

| Arbitro: | Weyland |

|                                       |           |            |
| Neumann 7’ (rig.) Prins 26’ Meier 29’ | Marcatori | 57’ Strehl |

| Arbitro: | Deuschel |

|                                  |           |  |
| Strehl 24’, 39’, 76’ Morlock 55’ | Marcatori |  |

| Norimberga 4 aprile 1964, ore 17:00 CET 26ª giornata | Norimberga  | 0 – 0 referto | Stoccarda | Städtisches Stadion (28 000 spett.)\| Arbitro: \| Tschenscher \| |
| Arbitro:                                             | Tschenscher |               |           |                                                                  |

| Arbitro: | Gusenburger |

|                                                  |           |  |
| Schäfer 18’, 47’ Sturm 22’ Weber 82’ Thielen 88’ | Marcatori |  |

| Duisburg 18 aprile 1964, ore 17:00 CET 28ª giornata | Meidericher | 0 – 0 referto | Norimberga | Wedaustadion (20 000 spett.)\| Arbitro: \| Schulenburg \| |
| Arbitro:                                            | Schulenburg |               |            |                                                           |

| Arbitro: | Schörnich |

|            |           |  |
| Strehl 54’ | Marcatori |  |

| Arbitro: | Wieser |

|                     |           |                      |
| Seeler 31’ Dehn 55’ | Marcatori | 10’ Wild 53’ Morlock |

### Coppa di Germania
| Arbitro: | Sturm |

|                                        |           |                          |
| Schäfer 9’ Thielen 61’ Hemmersbach 96’ | Marcatori | 44’ Billmann 78’ Morlock |

## Statistiche

### Statistiche di squadra
| Competizione      | Punti | In casa | In casa | In casa | In casa | In casa | In casa | In trasferta | In trasferta | In trasferta | In trasferta | In trasferta | In trasferta | Totale | Totale | Totale | Totale | Totale | Totale | DR  |
| Competizione      | Punti | G       | V       | N       | P       | Gf      | Gs      | G            | V            | N            | P            | Gf           | Gs           | G      | V      | N      | P      | Gf     | Gs     | DR  |
| ----------------- | ----- | ------- | ------- | ------- | ------- | ------- | ------- | ------------ | ------------ | ------------ | ------------ | ------------ | ------------ | ------ | ------ | ------ | ------ | ------ | ------ | --- |
| Bundesliga        | 29    | 15      | 7       | 4       | 4       | 26      | 22      | 15           | 4            | 3            | 8            | 19           | 34           | 30     | 11     | 7      | 12     | 45     | 56     | -11 |
| Coppa di Germania | -     | 0       | 0       | 0       | 0       | 0       | 0       | 1            | 0            | 0            | 1            | 2            | 3            | 1      | 0      | 0      | 1      | 2      | 3      | -1  |
| Totale            | 29    | 15      | 7       | 4       | 4       | 26      | 22      | 16           | 4            | 3            | 9            | 21           | 37           | 31     | 11     | 7      | 13     | 47     | 59     | -12 |

### Andamento in campionato
| Giornata  | 1 | 2 | 3 | 4 | 5 | 6 | 7 | 8 | 9  | 10 | 11 | 12 | 13 | 14 | 15 | 16 | 17 | 18 | 19 | 20 | 21 | 22 | 23 | 24 | 25 | 26 | 27 | 28 | 29 | 30 |
| --------- | - | - | - | - | - | - | - | - | -- | -- | -- | -- | -- | -- | -- | -- | -- | -- | -- | -- | -- | -- | -- | -- | -- | -- | -- | -- | -- | -- |
| Luogo     | T | C | T | C | T | C | T | C | C  | T  | T  | C  | C  | T  | C  | C  | T  | C  | T  | C  | T  | C  | T  | T  | C  | C  | T  | T  | C  | T  |
| Risultato | N | V | V | N | V | P | P | P | P  | P  | P  | N  | V  | P  | V  | P  | P  | V  | V  | V  | V  | N  | P  | P  | V  | N  | P  | N  | V  | N  |
| Posizione | 5 | 4 | 4 | 4 | 3 | 4 | 7 | 9 | 12 | 13 | 13 | 13 | 12 | 12 | 11 | 12 | 12 | 12 | 12 | 10 | 10 | 9  | 10 | 12 | 10 | 9  | 10 | 10 | 10 | 9  |

Legenda:

Luogo: C = Casa; T = Trasferta. Risultato: V = Vittoria; N = Pareggio; P = Sconfitta.

### Statistiche dei giocatori
| Giocatore       | Bundesliga | Bundesliga | Bundesliga  | Bundesliga | Coppa di Germania | Coppa di Germania | Coppa di Germania | Coppa di Germania | Totale   | Totale | Totale      | Totale     |
| Giocatore       | Presenze   | Reti       | Ammonizioni | Espulsioni | Presenze          | Reti              | Ammonizioni       | Espulsioni        | Presenze | Reti   | Ammonizioni | Espulsioni |
| --------------- | ---------- | ---------- | ----------- | ---------- | ----------------- | ----------------- | ----------------- | ----------------- | -------- | ------ | ----------- | ---------- |
| R. Albrecht     | 24         | 3          | 0           | 0          | 1                 | 0                 | 0                 | 0                 | 25       | 3      | 0           | 0          |
| J. Billmann     | 8          | 1          | 0           | 0          | 1                 | 1                 | 0                 | 0                 | 9        | 2      | 0           | 0          |
| K. Dachlauer    | 9          | 2          | 0           | 0          | 0                 | 0                 | 0                 | 0                 | 9        | 2      | 0           | 0          |
| P. Derbfuß      | 15         | 0          | 0           | 0          | 0                 | 0                 | 0                 | 0                 | 15       | 0      | 0           | 0          |
| K. Ferschl      | 18         | 0          | 0           | 0          | 1                 | 0                 | 0                 | 0                 | 19       | 0      | 0           | 0          |
| G. Flachenecker | 6          | 2          | 0           | 0          | 0                 | 0                 | 0                 | 0                 | 6        | 2      | 0           | 0          |
| W. Fladerer     | 1          | 0          | 0           | 0          | 0                 | 0                 | 0                 | 0                 | 1        | 0      | 0           | 0          |
| R. Gettinger    | 11         | 0          | 0           | 0          | 0                 | 0                 | 0                 | 0                 | 11       | 0      | 0           | 0          |
| H. Hilpert      | 8          | 0          | 0           | 0          | 1                 | 0                 | 0                 | 0                 | 9        | 0      | 0           | 0          |
| H. Kreißel      | 1          | 0          | 0           | 0          | 0                 | 0                 | 0                 | 0                 | 1        | 0      | 0           | 0          |
| H. Leupold      | 23         | 0          | 0           | 0          | 1                 | 0                 | 0                 | 0                 | 24       | 0      | 0           | 0          |
| H. Marchl       | 0          | 0          | 0           | 0          | 0                 | 0                 | 0                 | 0                 | 0        | 0      | 0           | 0          |
| M. Morlock      | 21         | 8          | 0           | 0          | 1                 | 1                 | 0                 | 0                 | 22       | 9      | 0           | 0          |
| H. Müller       | 27         | 6          | 0           | 0          | 1                 | 0                 | 0                 | 0                 | 28       | 6      | 0           | 0          |
| F. Popp         | 21         | 0          | 0           | 0          | 1                 | 0                 | 0                 | 0                 | 22       | 0      | 0           | 0          |
| S. Reisch       | 27         | 1          | 0           | 0          | 1                 | 0                 | 0                 | 0                 | 28       | 1      | 0           | 0          |
| G. Rubenbauer   | 0          | 0          | 0           | 0          | 0                 | 0                 | 0                 | 0                 | 0        | 0      | 0           | 0          |
| A. Ruff         | 0          | 0          | 0           | 0          | 0                 | 0                 | 0                 | 0                 | 0        | 0      | 0           | 0          |
| K. Schmidt      | 8          | 0          | 0           | 0          | 0                 | 0                 | 0                 | 0                 | 8        | 0      | 0           | 0          |
| H. Strehl       | 30         | 16         | 0           | 0          | 1                 | 0                 | 0                 | 0                 | 31       | 16     | 0           | 0          |
| G. Strick       | 2          | 0          | 0           | 0          | 1                 | 0                 | 0                 | 0                 | 3        | 0      | 0           | 0          |
| R. Wabra        | 28         | 0          | 0           | 0          | 0                 | 0                 | 0                 | 0                 | 28       | 0      | 0           | 0          |
| F. Wenauer      | 18         | 0          | 0           | 0          | 0                 | 0                 | 0                 | 0                 | 18       | 0      | 0           | 0          |
| T. Wild         | 19         | 6          | 0           | 0          | 0                 | 0                 | 0                 | 0                 | 19       | 6      | 0           | 0          |
| J. Zenger       | 1          | 0          | 0           | 0          | 0                 | 0                 | 0                 | 0                 | 1        | 0      | 0           | 0          |
| P. von Kummant  | 4          | 0          | 0           | 0          | 0                 | 0                 | 0                 | 0                 | 4        | 0      | 0           | 0          |